# Pentziinae
Pentziinae, podtribus glavočika, dio tribusa Anthemideae. Postoji šest rodova s juga Afrike, a tipični je Pentzia .
Podtribus je opisan 2007.

## Rodovi
1. Cymbopappus B. Nord.
2. Foveolina Källersjö
3. Marasmodes DC.
4. Myxopappus Källersjö
5. Oncosiphon Kallersjo
6. Pentzia Thunb.